# Неравенство Виртингера
Исторически неравенством Виртингера называли неравенство в следующей теореме:
Пусть функция f : R → R является непрерывно дифференцируемой и 2π-периодической, и пусть
{\displaystyle \int \limits _{0}^{2\pi }f(x)dx=0}.
Тогда
{\displaystyle \int \limits _{0}^{2\pi }f^{2}(x)dx\leq \int \limits _{0}^{2\pi }f'^{2}(x)dx}
причем равенство достигается тогда и только тогда, когда
{\displaystyle f(x)=a\sin x+b\cos x}, при каких-то a и b
или, что то же самое,
{\displaystyle f(x)=c\sin(x+d)} при каких-то c и d.
Это неравенство было использовано при доказательстве теоремы о фигуре наибольшей
площади при фиксированном периметре.

## Современное состояние проблемы
Легко увидеть, что неравенство Виртингера связывает нормы
в пространстве {\displaystyle L^{2}} производной и самой функции:
{\displaystyle {\|f\|}_{L^{2}}^{2}\leq {\|f'\|}_{L^{2}}^{2}}
В такой форме неравенство является одномерным аналогом неравенства Фридрихса.
Ясно, что можно пробовать отыскать аналогичное неравенство при различных (и даже разных) нормах в правой и левой частях неравенства.
Эта задача интенсивно исследовалась многими математиками, достаточно сказать, что в одной обзорной статье по неравенству Виртингера была приведено более 200 ссылок на работы различных авторов. Во многих случаях найдены как точные константы, которые надо поставить перед нормой производной, так и экстремальные функции, на которых неравенство обращается в равенство.